# Ле-Бревдан
Ле-Бревда́н (фр. Le Brévedent) — коммуна во Франции, находится в регионе Нижняя Нормандия. Департамент коммуны — Кальвадос. Входит в состав кантона Бланжи-ле-Шато. Округ коммуны — Лизьё.
Код INSEE коммуны — 14104.

## Население
Население коммуны на 2010 год составляло 154 человека.
| 1962 | 1968 | 1975 | 1982 | 1990 | 1999 | 2010 |
| ---- | ---- | ---- | ---- | ---- | ---- | ---- |
| 126  | 94   | 86   | 94   | 101  | 146  | 154  |

## Экономика
В 2010 году среди 103 человек трудоспособного возраста (15—64 лет) 79 были экономически активными, 24 — неактивными (показатель активности — 76,7 %, в 1999 году было 70,9 %). Из 79 активных жителей работали 69 человек (37 мужчин и 32 женщины), безработных было 10 (5 мужчин и 5 женщин). Среди 24 неактивных 8 человек были учениками или студентами, 9 — пенсионерами, 7 были неактивными по другим причинам.